# Adéla Gondíková
Adéla Gondíková (* 19. srpna 1973 Sokolov) je česká herečka a moderátorka.

## Život
Studovala Pražskou konzervatoř, obor hudebně-dramatický, který však nedokončila. Moderovala v mnoha rádiích a také působila v Divadle Na Fidlovačce.
V minulosti působila na TV Nova, kde uváděla ranní relaci Snídaně s Novou, Rady ptáka Loskutáka a Tescoma s chutí. Spolu se svým bratrem Daliborem uváděla např. pořad Gondíci s. r. o. vysílaný na TV Prima nebo zábavnou Go Go šou (TV Nova).
Z manželství s Ondřejem Brouskem má dceru Nelu. Svůj druhý manželský svazek uzavřela 6. července 2019 v Kostelci u Křížků, kdy pojala za manžela herce Jiřího Langmajera.

## Filmografie
- Zelená - videoklip skupiny Tři sestry, 1991
- Klauni a vlastenci, 1991
- Nováci, 1995
- Motel Anathema, 1997
- Ordinace v růžové zahradě, 2005
- To nevymyslíš!, 2006
- Všechno nejlepší!, 2006
- Karel Gott 70, 2009
- Expozitura, 2009
- Doktor od jezera hrochů, 2010
- Sezn@mka, 2016
- Tvoje tvář má známý hlas, 2017
- Hasičárna Telecí, 2018
- sKORO NA mizině, 2020
- Spolu z domu, 2020
- Sestřičky, 2020,2021
- 1. mise 2022
- Můj muž to dokáže 2022
- Ulice 2023
- ZOO Nové začátky, 2025